# Aulus Gabinius
Aulus Gabinius (? – Salonae, Kr. e. 48 vége/Kr. e. 47 eleje) római politikus, a plebeius Gabiniusok nemzetségének tagja volt. Leginkább syriai helytartóként ismert, amely minőségben saját szakállára restaurálta XII. Ptolemaiosz Aulétész egyiptomi király hatalmát. A korabeli politikai csatározásokban kezdettől fogva Pompeius oldalán vett részt, és csak annak Caesar elleni polgárháborúja során hagyta el.

## Karrierjének kezdete
Ellenfele, Marcus Tullius Cicero szerint ifjúságát kicsapongással töltötte, pénzét kockára, borra és nőkre, illetve kozmetikumokra pazarolva. Kr. e. 67-ben kezdődött politikai karrierje, amikor néptribunus volt, és ilyen minőségben támogatta, hogy Cnaeus Pompeius Magnus kapja meg a földközi-tengeri kalózok ellen vezetendő háború főparancsnokságát: törvényjavaslata az egész tengerre és a partokon ötven mérföldes mélységig korlátlan hatalmat juttatott volna a nép által megválasztandó hadvezérnek. A senatust aggasztotta egy ekkora hatalmi koncentráció kialakulása, ezért megpróbáltak a tribunus életére törni, ám sikertelenül. Pompeius és Gabinius hívei erre rátámadtak Caius Calpurnius Piso consulra, akinek az életét csak az esetleges gyilkosság következményeitől félő Gabinius közbelépése mentette meg. A törvényjavaslatot végül megszavazták, a vétót ígérő Trebellius tribunust pedig hivatalának megvonatásával megfenyegetve sikerült szándékától eltéríteni.
A senatus, ha már Pompeius kinevezését nem tudta megakadályozni, hívének számítását keresztülhúzta: a meggazdagodással és dicsőséggel kecsegtető kis-ázsiai hadjáraton nem lehetett Pompeius legatusa. Ettől függetlenül végül részt vehetett a Mithridatész elleni háborúban, miután az azt addig vezető Lucius Licinius Lucullust igyekezett befeketíteni, hogy a kalózokkal leszámoló Pompeius könnyebben vehesse át tőle a hadvezetést. A keleti hadműveletekben való részvételéről nem sokat tudunk. Marcus Aemilius Scaurusszal Júdeába ment, ahol az egymással polgárháborúban álló Arisztobulosz és Hürkanosz közötti harcban előbbitől állítólag 300 talentumnyi kenőpénzt fogadott el.

## Consuli éve
Kr. e. 61-ben ismét Rómában volt, ahol praetori rangot viselt, Kr. e. 59-ben pedig consullá választották. Kr. e. 58-as hivatali évében társával, a Caesar-párti Lucius Calpurnius Pisó Caesoniusszal együtt a befolyásos néptribunus, Publius Clodius Pulcher oldalára állt, aki gazdag tartományokat ígért nekik: Gabinius először Kilikia, majd a gazdagabb és proconsuli tartománnyá átminősített Syria megszerzésére kapott ígéretet. Ennek fejében támogatta Clodius törekvését Cicero száműzésére, ami miatt a szónok később mély gyűlölettel viseltetett iránta is. A consulok részesültek Cicero szétrabolt vagyonából is. Clodius azonban rövidesen Pompeiusszal is összetűzésbe került, Gabinius pedig kiállt patrónusa mellett – ennek eredményeképpen Clodius fegyveres bandái inzultálták, egy alkalommal még a fascesét is eltörték, a tribunus pedig az isteneknek ajánlotta az ingatlanait. Gabinius végül hivatali éve végeztével tartományába sietett.

## Gabinius keleten

### Júdea és a keleti vállalkozás
Syriai ténykedésének időrendje nehezen rekonstruálható. A petrai székhelyű nabateus arabok ellen többször kellett hadakoznia, és a zsidó királyság ügyeibe is beavatkozott. Pompeius keleti hadjáratán Hürkanosznak juttatta a júdeai trónt és a zsidó főpapi rangot, Arisztobuloszt két fiával és két lányával pedig foglyul ejtette. Alexandrosz nevű fia azonban a Rómába vezető úton elszökött, és Júdeába visszatérve megdöntötte Hürkanosz hatalmát. Gabinius visszahelyezte Hürkanoszt a főpapi székbe, Júdeát pedig öt körzetre osztotta, melyek élére egy-egy tanácsot nevezett ki.
Nagyobb sikerekre is vágyott, amire több lehetősége is adódott. A Pártus Birodalom uralkodóját, III. Phraatészt Kr. e. 57 körül meggyilkolták a fiai, akik trónharcba kezdtek a koronáért. III. Mithridatész segítségért fordult II. Oródész ellen Gabiniushoz, aki legióival át is kelt az Eufráteszen, amikor még nagyobb dicsőséget kecsegtető lehetősége adódott Egyiptomban. Ekkor felhagyott Mithridatész támogatásával, és minden erejével délnyugat felé indult, távollétében fiát, Aulus Gabinius Sisennát hátrahagyva kevés katonával.

### Egyiptom
XII. Ptolemaiosz Aulétész királyt Kr. e. 58-ban, Ciprus római bekebelezésekor elűzték alattvalói, és két leánya, VI. Kleopatra és IV. Bereniké foglalta el az alexandriai trónt. Bereniké előbb Szeleukoszt választotta férjéül Gabinius ellenkezése ellenére, majd rövidesen meggyilkoltatta rossz természetű urát. Ekkor a pontoszi Mithridatész egy hadvezére, a magát hajdani uralkodója gyermekének kiadó Arkhelaosz vetett szemet a trónra. Arkhelaosz, aki addig részt vett Gabinius eufráteszi hadműveleteiben, megszökött a táborból és sikerrel eljutott Alexandriába, ahol megköttetett a házasság és királlyá nyilvánították.
Ptolemaiosz időközben Rómában próbálta meggyőzni a senatust arról, hogy restaurálja a hatalmát, ám visszaélései miatt a testület elállt szándékától, sőt egy szibillajóslat és egy senatusi határozat is megtiltotta hatalmának helyreállítását. Aulétész Epheszoszba vonult vissza, és Pompeius ajánlásával felkereste Gabiniust. A proconsulnak sikeres restaurációja esetén tízezer talentumot ígért. Az expedíció tervét Gabinius lovasságának parancsnoka, Marcus Antonius, illetve az edómi szövetséges király, a Júdea megszerzésére törekvő Antipatrosz is támogatta. Utóbbi ellátmányt, fegyvereket és pénzt biztosított a beavatkozáshoz. Gabinius végül a jóslat és a senatusi határozat ellenére megindult Egyiptomba: Antonius rövidesen bevette Pelusiumot, Egyiptom kapuját, Gabinius pedig bevonult Alexandriába. Arkhelaosz elesett a hadjárat során. Ptolemaiosz Aulétész visszatérve meggyilkolta Berenikét és számos gazdag előkelőséget, hogy teljesíthesse vállalását.
Gabinius római helyőrséget hagyott hátra Aulétész védelmére, ráadásul nem csak biztonsága, hanem pénzügyei tekintetében is kiszolgáltatottá vált volt Róma akaratának: kénytelen volt bizonyos Caius Rabirius Postumust megtenni kincstárnokává. Gabinius visszatérve ismét a zavargó Alexandrosszal találta magát szemben Júdeában, akit a Tábor-hegyen levert, és ettől kezdve az edómi Antipatrosz tanácsait igénybe véve személyesen irányította az országot. Visszahívásáról Kr. e. 55-ben döntött a senatus, de ő csak akkor indult haza, amikor Kr. e. 54-ben kijelölt utódja, Marcus Licinius Crassus felbukkant Syriában.

## Gabinius pere
A hazatérő Gabiniusnak sok félnivalója volt: Pompeius támogatásával és egyiptomi magánakciójával a senatus optimata frakciójának vívta ki a haragját, amely már helytartósága alatt sem volt hajlandó supplicatiót tartani arabok felett aratott sikerei miatt Kr. e. 56-ban, ráadásul a hadjárata alatt elharapózó kalózkodás miatt a tartományában kereskedő és adót bérlő rómaiak is súlyos veszteségeket voltak kénytelenek elkönyvelni. A még mindig fegyveres tömegeket uraló Clodius sem feledte korábbi sérelmeit. Gabinius ezért húzta-halasztotta a hazatérést, igyekezett pénzzel jóindulatot vásárolni, sőt arra hivatkozva, hogy triumphust kér, sokáig várakozott Rómán kívül. Végül éjnek idején, titokban tért haza Kr. e. 54. szeptember 28-án. Csak tíz nap múlva jelent meg a senatusban, ahol jelentésének leadása után Appius Claudius Pulcher, Clodius fivére és consultársa, Lucius Domitius Ahenobarbus teret engedett a publicanusok panaszainak. A gyűlésen az önuralmát vesztő Gabinius száműzöttnek nevezte Cicerót, mire a senatus egy emberként pattant fel és biztosította a szónokot támogatásáról.
A volt helytartó ellen három vádat emeltek. Az első vádpont felségsértés (maiestas) volt, mivel a jóslatnak és a senatusi határoztatnak fittyet hányva elhagyta tartományát és beavatkozott Egyiptomban. Pompeius nyomására Cicero nem túlzott vehemenciával tanúskodott Gabinius ellen, és a vád képviseletéről is lemondott. A lassú és kelletlen Lucius Cornelius Lentulus Crus vezette vád így elbukott, amiben gyaníthatóan nagy szerepe volt a Gabinius mellett szavazók megvesztegetésének. Végül arra hivatkozva mentették fel, hogy a jóslat más királyra és más időszakra vonatkozott.
A második vádpont Caesar egy törvényének áthágása volt, amennyiben 10 000 talentumot fogadott el illegálisan Ptolemaiosztól. Pompeiusnak engedelmeskedve Cicero ekkor már elvállalta Gabinius védelmét, ami nem tett jót a hitelének, hiszen addig mindent megtett a gyűlölt Gabinius befeketítéséért. Talán kelletlenségének tudható be, hogy a Caius Memmius által képviselt vád alól az alexandriai küldöttek, illetve Pompeius és Caesar tanúskodása ellenére nem sikerült felmenteni Gabiniust. A harmadik, Publius Cornelius Sulla által képviselt vád az ambitus, azaz illegális kampányolás volt, de távollétében ejtették.

## Száműzetése és visszatérése
Gabinius tehát ismeretlen helyre száműzetésbe vonult, vagyonát eladták a becsült károk fedezésére. Mivel az összeg nem bizonyult elégségesnek, az Egyiptomban pénzügyek élére kinevezett Rabirius Postumus ellen is eljárás indult, hiszen a hiány miatt őt is felelőssé lehetett tenni, amennyiben köze volt a törvényellenes tranzakcióhoz. Száműzetéséből Kr. e. 49-ben Caesar hívta vissza addigi támogatója, Pompeius ellenében. Gabinius nem vállalt nagyobb szerepet a polgárháborúban. Kr. e. 48-ban a pharszaloszi diadalt követően hívták csak a hadszíntérre, hogy a frissen toborzott katonákkal Illyricumba jöjjön Quintus Cornificius seregének megerősítésére. A pompeianus flottától tartva Gabinius az Adriai-tenger megkerülésével vonult fel, ami nem bizonyult bölcs döntésnek, mivel a bennszülöttek állandóan zaklatták csapatait. Salonae, a mai Split közelében súlyos veszteségeket szenvedett az illírektől, mire a városba húzódott vissza csapataival. Itt néhány hónapig védekezett Marcus Octavius pompeianus flottaparancsnok támadásai ellen, de halálosan megbetegedett, és Kr. e. 48 végén vagy a következő év elején meghalt. Felesége, Lollia – Marcus Lollius Palicanus Kr. e. 71-es néptribunus lánya – és fia, Aulus Sisenna további sorsáról nem tudunk.